# Graphania viridis
Graphania viridis är en fjärilsart som beskrevs av Butler 1880. Graphania viridis ingår i släktet Graphania och familjen nattflyn. Inga underarter finns listade i Catalogue of Life.